# جنتيو دو أورو
جنتيو دو أورو (بالبرتغالية: Gentio do Ouro‏) هي بلدية برازيلية من ولاية باهيا. بلغ عدد سكانها في عام 2010 10720 نسمة.

## التاريخ
أنشئت البلدية باسم جاماليرا وفصلت عن بلدية شيكي-شيكي بقانون الدولة في 9 يوليو 1890، الذي أقر في 9 ديسمبر 1890. بحسب قانون الدولة رقم 2.107 في 2 أغسطس 1927، تمت إعادة تسمية البلدية أسوروا. ثم أعيدت بحسب المرسومين رقم 7.455 في 23 يونيو 1931 ورقم 7.479 في 8 يوليو 1931 إلى بلدية شيكي شيكي وأنشئت قرية أسوروا كقسم من البلديو. البلدية المستعادة ضمن بلديو شيكي-شيكي كان مقرها في سانتو إناسيو بحسب مرسوم الدولة رقم 8.546 في 15 يوليو 1933، والذي أقر في 9 أغسطس 1933. أعيدت تسميتها سانتو إناسيو دو أسوروا بمرسوم رقم 10.724 في 30 مارس 1938، وسانتو إناسيو بمرسوم رقم 11.089 في 30 نوفمبر 1938. انتقل مقر البلدية إلى قرية جنتيو دو أورو بقانون 628 في 30 ديسمبر 1953، وأسميت البلدية بهذا الاسم.

## الاقتصاد
تتشكل الثروة الحيوانية  في البلدية في الغالب من الخيول والأبقار والأغنام والماعز والخنازير والحمير. بحسب السجل التجاري لولاية باهيا، في البلدية 5 صناعات، وترتيبها 140 في ولاية باهيا، و47 مؤسسة تجارية، أي في المركز ال266. في قطاع المعادن، تنتج البلدية الذهب، وفي القطاع الفندقي، هناك 60 سريرا مسجلا. في العام 2001، سجلت البلدية 2.227 مستهلكا للطاقة الكهربائية مع استهلاك 1.545 ميغاواط/ساعة.